# Klisura, Samokov
Klisura (în bulgară Клисура ) este un sat situat partea de vest a Bulgariei în Regiunea Sofia. Aparține administrativ de comuna Samokov. La recensământul din 2001 localitatea avea o populație de 281 locuitori.